# 808
Năm 808 là một năm trong lịch Julius.

## Sinh
- Gottschalk, nhà thần học Đức
- Walafrid Strabo, nhà thần học và nhà văn Swabia
- Hunayn ibn Ishaq, bác sĩ Ả Rập

## Mất
- Gisela, con gái của Charlemagne
- Elipando, tổng giám mục và nhà thần học Tây Ban Nha
- Eanbald II, Tổng Giám mục York
- Layman Pang, cư sĩ Phật giáo
- Bl.Widukind, Công tước xứ Saxony